# Abby Finkenauer
Abby Finkenauer, née le 27 décembre 1988 à Dubuque (Iowa), est une femme politique américaine. Membre du Parti démocrate, elle est élue de l'Iowa à la Chambre des représentants des États-Unis de 2019 à 2021. Depuis 2022, elle est envoyée spéciale des États-Unis pour les questions mondiales de jeunesse.

## Biographie
Membre du Parti démocrate, Abby Finkenauer siège à la Chambre des représentants de l'Iowa pour le 99e district de l'État de 2015 à 2019.
Elle est élue à la Chambre des représentants des États-Unis dans le 1er district congressionnel de l'Iowa le 6 novembre 2018,  battant le républicain sortant Rod Blum avec 51 % des voix contre 45,9 % à ce dernier. Abby Finkenauer et Cindy Axne, élue dans le 3e district congressionnel, deviennent les premières femmes élues à la Chambre des représentants des États-Unis en Iowa. Tandis qu'elle fait figure de favorite pour sa réélection lors des élections de 2020, elle est défaite par la Ashley Hinson, candidate du Parti républicain et alors élue à la Chambre des représentants de l'Iowa depuis 2017, par 48,7 % des voix face à 51,2 %. Les républicains surpassent les sondages et remportent trois des quatre districts congressionnels de l'État — notamment le deuxième district, traditionnellement le plus favorable aux démocrates — lors d'un scrutin qui les voit progresser au niveau national contre l'attente de la plupart des observateurs.
En juillet 2021, Abby Finkenauer annonce sa candidature à la nomination démocrate pour le Sénat des États-Unis en vue des élections de 2022. Lors de la primaire de juin 2022, elle est cependant battue par Michael Franken, puisqu'elle remporte 39,9 % des voix contre 55,1 % pour ce dernier.
Le 1er décembre 2022, elle est nommée envoyée spéciale des États-Unis pour les questions mondiales de jeunesse (United States Special Envoy for Global Youth Issues) par le président Joe Biden.